# اريك بيب
اريك بيب (بالإنجليزية: Eric Pape)‏ هو رسام أمريكي، ولد في 17 أكتوبر 1870 في سان فرانسيسكو في الولايات المتحدة، وتوفي في 7 نوفمبر 1938 في نيويورك في الولايات المتحدة.